# Ballad of a Thin Man
Ballad of a Thin Man – piosenka napisana przez Boba Dylana, nagrana przez niego w 1965 roku i wydana na albumie Highway 61 Revisited (1965).

## Historia
2 sierpnia 1965 roku podczas sesji nagraniowej w Columbia studio A w Nowym Jorku do albumu Highway 61 Revisited Dylan zarejestrował cztery wersje utworu „Ballad of a Thin Man”. Na pierwotnej wersji albumu wydanej na płycie acetatowej piosenka znalazła się jako 2. ścieżka. Ostatecznie na album wybrano wersję 2. 14 lutego 1974 roku na koncercie w Kia Forum w Inglewood (stan Kalifornia) Dylan wykonał ten utwór, a nagranie z popołudniowego koncertu zostało umieszczone na albumie Before the Flood (1974).

## Charakterystyka
Tytuł piosenki autor zaczerpnął z filmowej serii komediowo-kryminalnej, zapoczątkowanej filmem W pogoni za cieniem (The Thin Man), z lat 1930. i 1940. Kompozycja ma charakter bluesowy. Jest to jeden z najbardziej antagonistycznych utworów muzyka.

## Tekst
W warstwie lirycznej utwór został przez autora zadedykowany „panu Jonesowi” – przeciętnemu Amerykaninowi – pozerowi czy kabotynowi bez celu w życiu, żałosnemu typowi, który po prostu niczego nie rozumie, ale w każdą niedzielę jest w swoim kościele, z uśmiechem przylepionym do twarzy, i który wykorzystuje każdą okazję, aby oszukać podczas wypełniana formularza podatkowego. Nieoczekiwanie jednak ten powierzchowny i płytki filister wkracza w coś, co całkowicie go przerasta – w ciemny krąg Piekła, gdzie „pan Jones”, który spodziewał się zatriumfować nad innymi, zostaje całkowicie pozbawiony swojego znaczenia. Sam Dylan nigdy, nawet pytany o to w wywiadach, nie wyjaśnił kim naprawdę jest „pan Jones”.
Piosenka została porównana do powieści Proces (1925), napisanej przez Franza Kafkę, z Dylanem odgrywającym rolę Wielkiego Inkwizytora.
W tekście piosenki „Yer Blues” (1968), napisanej przez Johna Lennona i nagranej przez brytyjski zespół The Beatles, autor nawiązał do tekstu utworu „Ballad of a Thin Man” słowami suicidal, just like Dylan’s Mr. Jones (tłum. samobójczy, dokładnie jak Mr. Jones u Dylana).

## Dyskografia
Singel
- 1965: „Just Like Tom Thumb’s Blues”/„Ballad of a Thin Man”

Albumy
- 1965: Highway 61 Revisited
- 1974: Before the Flood
- 1979: Bob Dylan at Budokan
- 1984: Real Live
- 1998: The Bootleg Series Vol. 4: Bob Dylan Live 1966, The „Royal Albert Hall” Concert
- 2005: The Bootleg Series Vol. 7: No Direction Home: The Soundtrack

Wideo
- 1986: Hard to Handle: Bob Dylan with Tom Petty and the Heartbreakers (Laserdisc/VHS)
- 2007: Bob Dylan Heartbreakers Live in Australia (DVD, Korea Płd.)

## Wersje innych artystów
- 1995: Golden Earring – Love Sweat
- 2002: Grateful Dead – Postcards of the Hanging: Grateful Dead Perform the Songs of Bob Dylan
- 2002: Robyn Hitchcock – Robyn Sings